# Maisun Tolba
Maisun Faruk Tolba (en árabe: ميسون فاروق طلبة‎; nacida el 8 de septiembre de 1997) es una deportista egipcia que compite en taekwondo.
Ganó dos medallas en los Juegos Panafricanos, en los años 2015 y 2019, y cinco medallas en el Campeonato Africano de Taekwondo entre los años 2016 y 2023.

## Palmarés internacional
| Juegos Panafricanos | Juegos Panafricanos               | Juegos Panafricanos | Juegos Panafricanos |
| Año                 | Lugar                             | Medalla             | Categoría           |
| ------------------- | --------------------------------- | ------------------- | ------------------- |
| 2015                | Brazzaville (República del Congo) | Medalla de plata    | –73 kg              |
| 2019                | Rabat (Marruecos)                 | Medalla de oro      | –73 kg              |
| Campeonato Africano |                                   |                     |                     |
| Año                 | Lugar                             | Medalla             | Categoría           |
| 2016                | Puerto Saíd (Egipto)              | Medalla de oro      | –73 kg              |
| 2018                | Agadir (Marruecos)                | Medalla de plata    | –67 kg              |
| 2021                | Dakar (Senegal)                   | Medalla de bronce   | –73 kg              |
| 2022                | Kigali (Ruanda)                   | Medalla de oro      | –73 kg              |
| 2023                | Abiyán (Costa de Marfil)          | Medalla de plata    | –73 kg              |